# FS 981
Die Reihe FS 981 ist eine dreiachsige Heißdampflokomotive der Ferrovie dello Stato Italiane (FS) für Normalspurbahnen mit getrenntem Adhäsions- und Zahnradantrieb System Winterthur.

## Geschichte
Die Leistung der auf der 1915 eröffneten Bahnstrecke Paola–Cosenza eingesetzten Zahnradlokomotiven der Reihe 980 entsprachen den Anforderungen nur ungenügend und die Maschinen mussten teilweise in Doppeltraktion eingesetzt werden. Breda baute mit SLM-Lizenz die Reihe 981, eine leistungsfähige Weiterentwicklung die Reihe 980. Die Baureihe 981 entspricht weitgehend ihrer Vorgängerin von der Schweizerischen Lokomotiv- und Maschinenfabrik (SLM), die Verwendung eines Dampfüberhitzers erlaubt jedoch eine Vergrößerung der Vorstelllast. Die 1922 abgelieferten Maschinen mit den Nummern 981.001–981.008 wurden dem Lokomotivdepot Cosenza zugeteilt. Mit der Lokomotive 981.005 ist dort ein Exemplar erhalten geblieben. Lokomotive 981.001 ist im Piemontesischen Eisenbahnmuseum in Savigliano ausgestellt und wartet auf ihre Restaurierung.

## Technische Merkmale

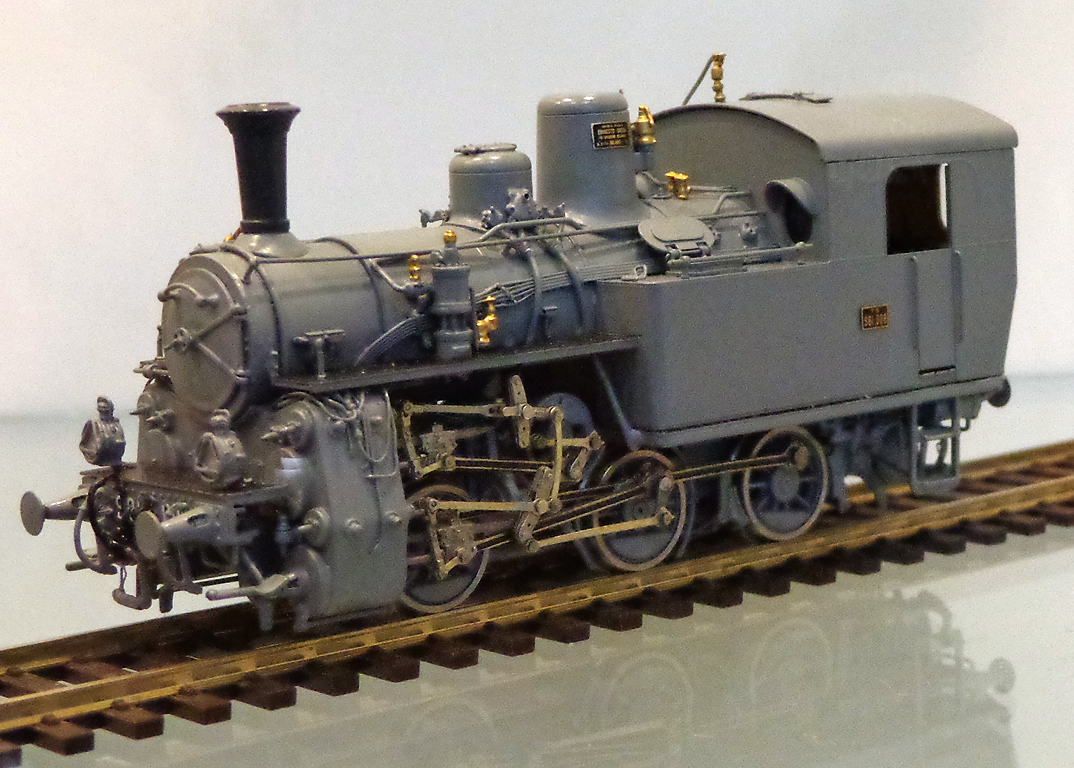
Modell des italienischen Herstellers Top-Train in Nenngröße H0

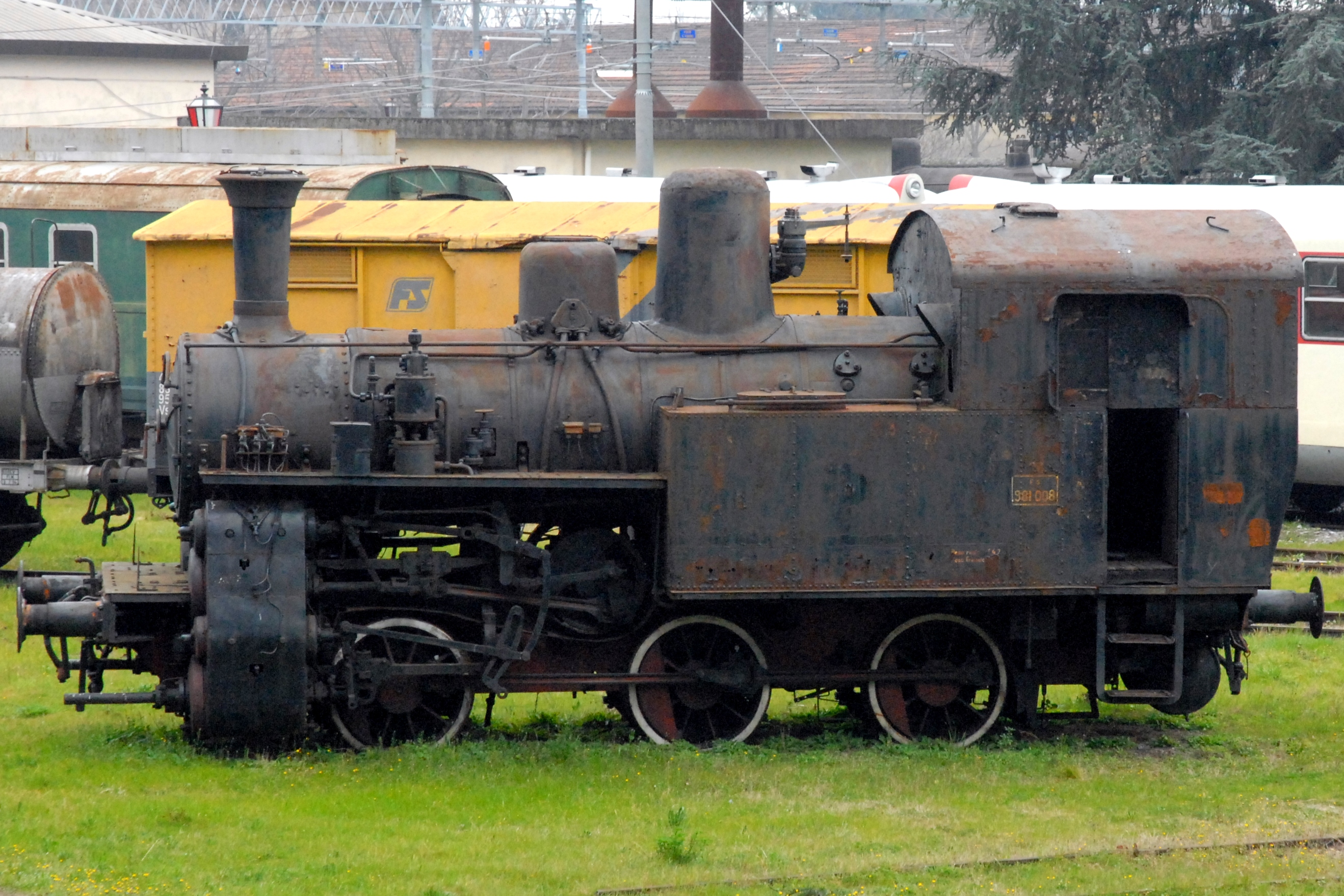
981.001 wartet im Piemontesischen Eisenbahnmuseum in Savigliano auf ihre Restaurierung.

Die Baureihe 981 beruht auf dem gleichen Konzept wie die Reihe 980. Die Anwendung des Überhitzers führte jedoch zu einer Reihe von Änderungen und zu einer Erhöhung der Leistung von 440 PS auf 530 PS. Die Zugkraft beträgt 140 kN und das Dienstgewicht 47,2 Tonnen. Die Höchstgeschwindigkeit beträgt im Adhäsionsbetrieb 40 km/h und 15 km/h auf Zahnstangenabschnitten. 
Die Baureihe ist wie ihre Vorgängerin mit getrenntem Adhäsions- und Zahnradantrieb System Winterthur ausgestattet. Der Zahnradantrieb ist nur auf Zahnstangenabschnitten in Betrieb, wo die Maschine im Verbundsystem arbeitet. Der vom Kessel kommende Dampf speist zunächst die Hochdruckzylinder des Adhäsionsantriebs und anschließend die Niederdruckzylinder des Zahnradantriebs. Durch das Vorgelege hat das Niederdrucktriebwerk eine rund doppelt so hohe Drehzahl wie das Hochdrucktriebwerk, womit das notwendige Volumenverhältnis zwischen beiden hergestellt wird.
Als Betriebsbremse kommt bei der Talfahrt die Riggenbach-Gegendruckbremse zum Einsatz. Zusätzlich ist ein auf der ersten Kuppelachse angeordnetes Bremszahnrad und eine auf den Zahnradantrieb wirkende Bandbremse vorhanden. Die Wagen des Zuges werden mit der üblichen Westinghouse-Druckluftbremse gebremst.
Die Lokomotiven sind mit Dampfheizung für die vorgestellten Personenwagen ausgerüstet.

## Einsatz
Nach der Betriebseinstellung des Zahnstangenabschnitts auf der Strecke Cecina–Volterra kamen alle Maschinen zur Zahnradbahn Paola–Cosenza. Sie wurden für den schwachen Güterverkehr und für die Beförderung eines nach Rom durchlaufenden Reisezugs benötigt. Nach der Einstellung dieses Verkehrs wurden alle Lokomotiven ausgemustert. Lediglich 981.005 blieb im Betrieb und wurde sporadisch für Sonder- und Agenturzüge eingesetzt. Nach der Eröffnung des Santomarco-Basistunnels 1987 wurde die Zahnradbahn Paola–Cosenza eingestellt und die Reihe 981 verlor ihr Einsatzgebiet.